# Siegburg
Siegburg is een stad en gemeente in de Duitse deelstaat Noordrijn-Westfalen. Siegburg is de Kreisstadt van de Rhein-Sieg-Kreis en is tevens onderdeel van het Metropoolgebied Rijn-Ruhr. De gemeente telt 41.669 inwoners (31 december 2020) op een oppervlakte van 23,44 km².

## Geografie
Siegburg ligt ongeveer 8 km ten oosten van de rivier de Rijn in de zogenaamde Keulse Bocht. Bij Siegburg stroomt het riviertje de Agger in de Sieg. Ten oosten van de stad liggen het Bergisches Land en het Zevengebergte. De stad bestaat uit twaalf Ortsteile. Omringende gemeenten zijn onder andere Troisdorf, Lohmar, Sankt Augustin en Hennef.

## Geschiedenis
In 1064 stichtte de Keulse aartsbisschop Anno II de Abdij van Michaëlsberg. Waarschijnlijk bevond zich toen hier al een nederzetting, want vijf jaar later verleende keizer Hendrik IV de plaats Siegburg munt- en marktrechten. Vóór 1182 kreeg Siegburg stadsrechten.

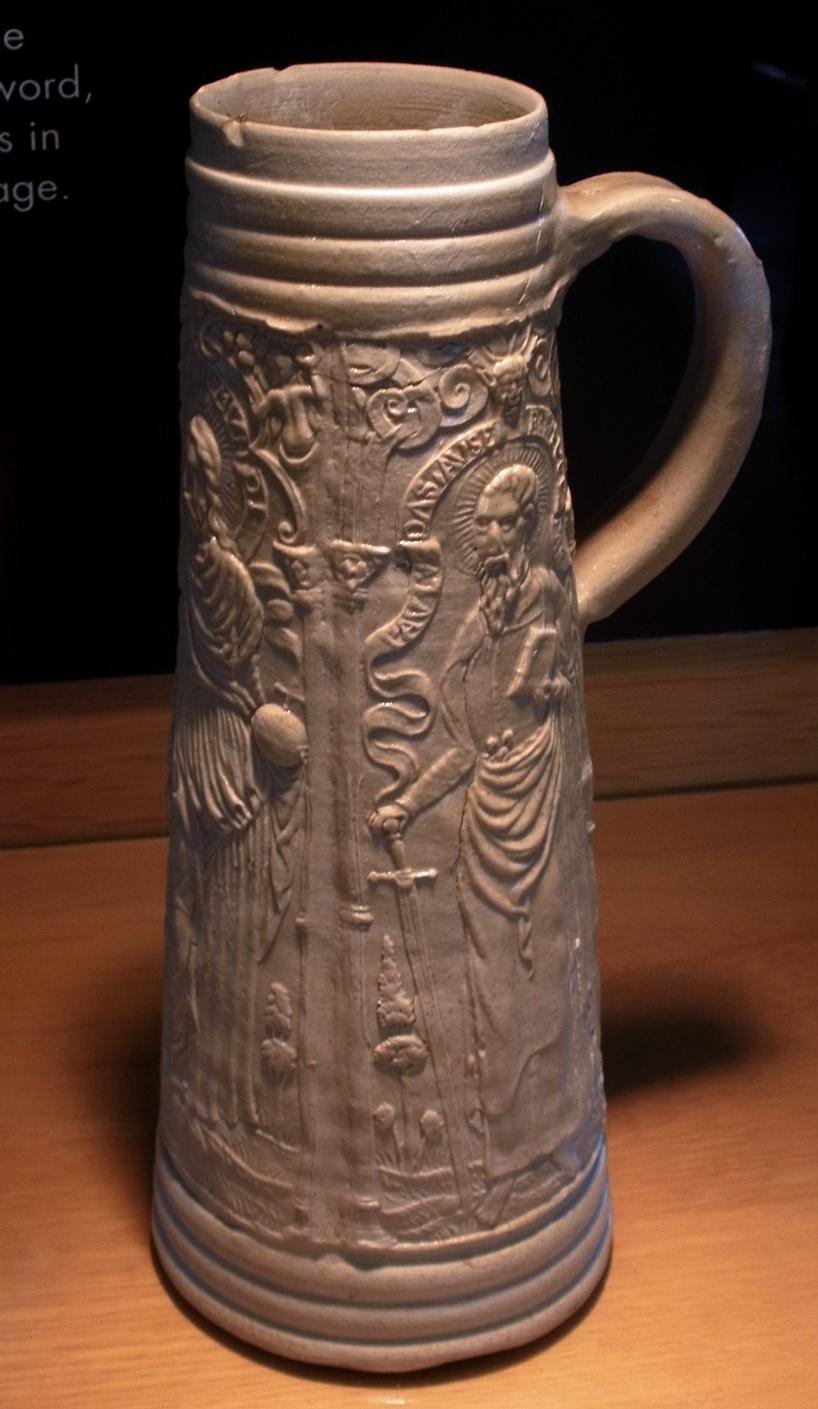
Siegburger Schnelle (Centre Céramique, Maastricht)

De stad ontwikkelde zich in de middeleeuwen tot een productiecentrum voor steengoed. Vanaf de late 12e eeuw wisten de Siegburger pottenbakkers een steengoedproduct te ontwikkelen (protosteengoed) dat de markten van Noordwest-Europa snel veroverde. Vooral schenk- en drinkkannen werden geproduceerd. Van de 14e tot in de 17e eeuw vond het zogenaamde Siegburger Steinzeug in grote delen van Europa en daarbuiten verspreiding. De Keulse Kannenmarkt was de plaats om het steengoed te verkopen aan kooplieden uit de Nederlandse Hanzesteden die de Siegbuger kannen verder verhandelden in Noord-Europa. Het bekendst zijn de ‘Jacobakannen’ uit circa 1400 met hun slanke hoge model. Beroemd waren ook Siegburger Schnellen, met reliëfs versierde hoge bierpullen uit de late 16e eeuw. De meeste pottenbakkerijen bevonden zich in de voorstad Aulgasse. 
Van 1402 tot 1407 woedde de Siegburger Krieg, een machtsstrijd om de voogdijrechten tussen de abt van Michaëlsberg en hertog Willem II van Berg. Deze laatste kwam als overwinnaar uit de strijd, maar zowel stad als abdij moesten grotendeels herbouwd worden. In 1588 werd de stad tijdens de Keulse Oorlog zonder succes belegerd door Spaanse troepen. Tijdens de Gulik-Kleefse Successieoorlog werd de stad in 1614/15 opnieuw belegerd. Tijdens de Dertigjarige Oorlog was de stad van 1632 tot 1635 bezet door Zweedse troepen.
Een jaar later begon in Siegburg een grote heksenvervolging, die twee jaar duurde en aan 32 vrouwen en 5 mannen het leven kostte. Van 1741 tot 1742, tijdens de Oostenrijkse Successieoorlog, was de stad opnieuw bezet, deze keer door de troepen van Lodewijk XV van Frankrijk.
In 1816 werd de stad Kreisstadt van de Kreis Siegburg (voorloper van de Rhein-Sieg-Kreis) en tevens onderdeel van de Rijnprovincie. In 1828 had Siegburg 3576 inwoners; aan het eind van de eeuw waren dat er ruim 15.000, een gevolg van de snelle industrialisering. In 1865 werden de bouwvallige stadspoorten afgebroken.

Siegburg, 13 april 1945

Tijdens de Eerste Wereldoorlog draaiden de in Siegburg gevestigde wapen- en munitiefabrieken op volle toeren met circa 20.000 arbeiders. In november 1938 werd de lokale synagoge verwoest tijdens de Kristallnacht. Vrijwel alle joden uit Siegburg waren vóór 1942 gedeporteerd of verdreven. Van de duizenden buitenlandse dwangarbeiders in Siegburg, kwamen er ruim 400 om het leven. De zwaarste bombardementen op Siegburg vonden plaats op 28 december 1944 en op 3 maart 1945, waarbij enkele honderden doden en gewonden vielen en meer dan duizend woningen verwoest werden. Ook de abdij en een groot aantal andere monumentale gebouwen werden geheel of ten dele vernield. Na wekenlange strijd werd Siegburg op 10 april 1945 door onderdelen van de Amerikaanse 97e Infanteriedivisie bezet.
Op 1 augustus 1969 werd Siegburg Kreisstadt van de nieuw opgerichte Rhein-Sieg-Kreis, waarbij delen van de gemeenten Buisdorf, Hennef en Lauthausen werden geannexeerd. In 1978 werd een nieuw Kreishaus in gebruik genomen. In 2003 werd het nieuwe station Siegburg/Bonn aan de ICE-Spoorlijn Keulen - Frankfurt geopend.
De stad heeft een woonfunctie, vanwege haar ligging nabij de grote steden Bonn en Keulen. Daarnaast heeft Siegburg een beperkte centrumfunctie.

## Bezienswaardigheden

### Religieus erfgoed
Op de 40 m hoge Michaëlsberg ligt de in de 11e eeuw gestichte Abdij van Michaëlsberg. Het huidige gebouwencomplex dateert grotendeels uit de 17e eeuw, maar moest na verwoestende bombardementen tijdens de Tweede Wereldoorlog vrijwel vanaf de fundamenten worden herbouwd. In de kloosterkapel bevindt zich het Annoschrijn, een romaans reliekschrijn. De rest van de voormalige kerkschat bevindt zich in de 12e/13e-eeuwse Sint-Servatiuskerk in het centrum van de stad. De Sint-Annokerk is een moderne parochiekerk met een neogotische toren.
Vlak bij Siegburg ligt het 13e-eeuwse klooster Seligenthal, oorspronkelijk een franciscanenklooster. De voormalige kloosterkerk werd in de 19e eeuw ingericht als parochiekerk. In de kloostervleugels, deels in vakwerkbouw, is een hotel gevestigd. Op het terrein bevindt zich tevens de Sint-Rochuskapel uit 1709, deels van kolenzandsteen, deels in vakwerk.

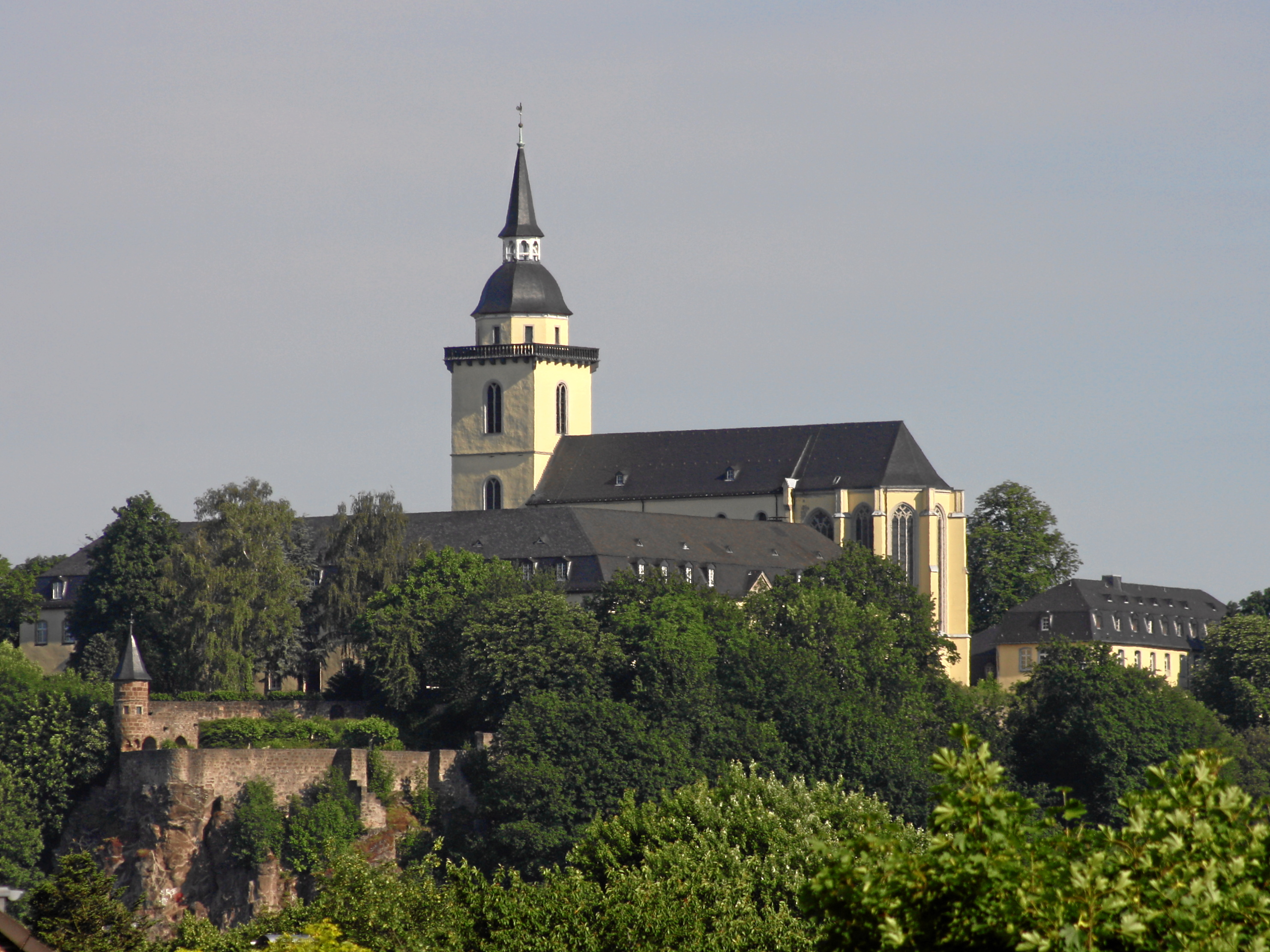
Abdij van Michaëlsberg
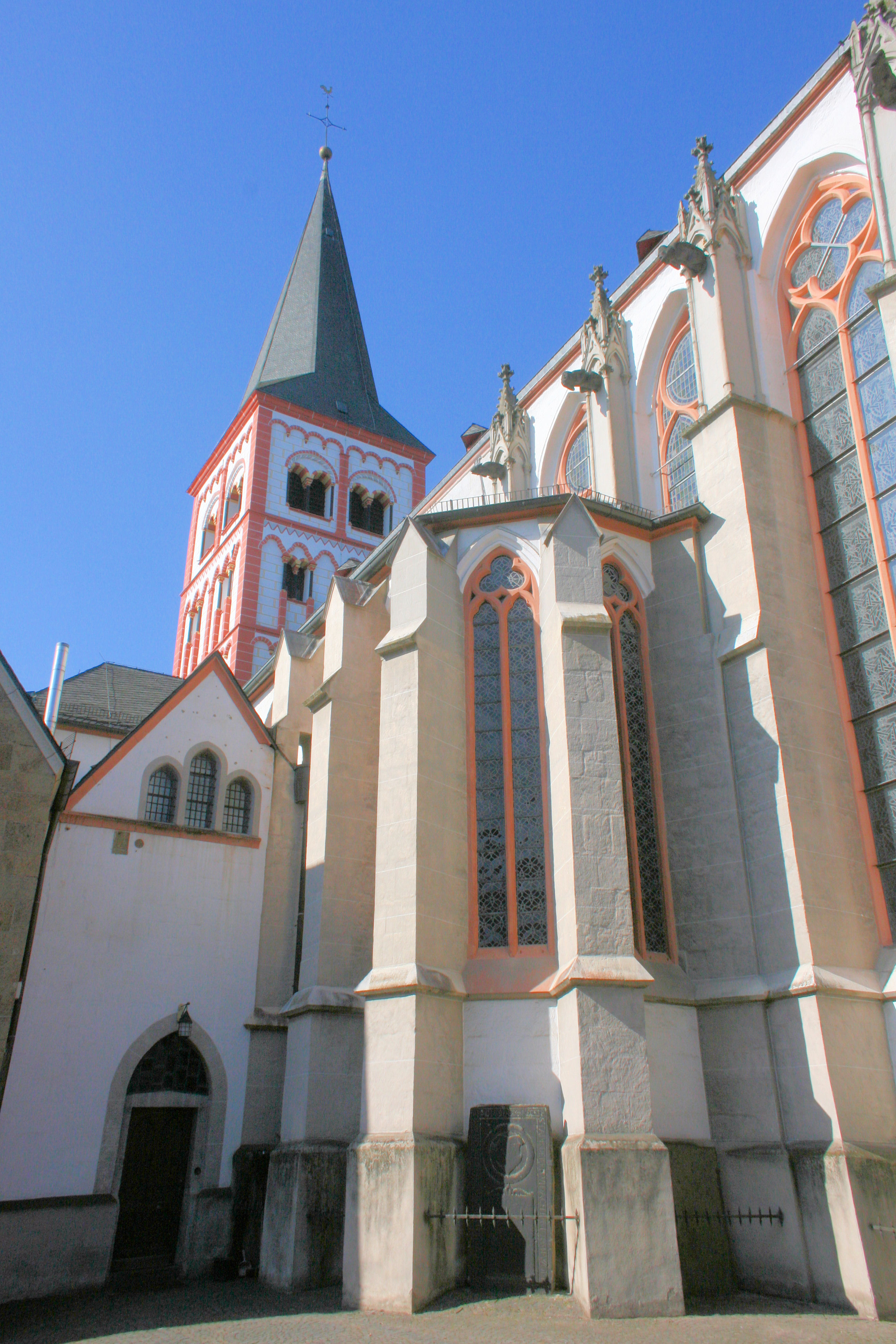
Sint-Servatiuskerk
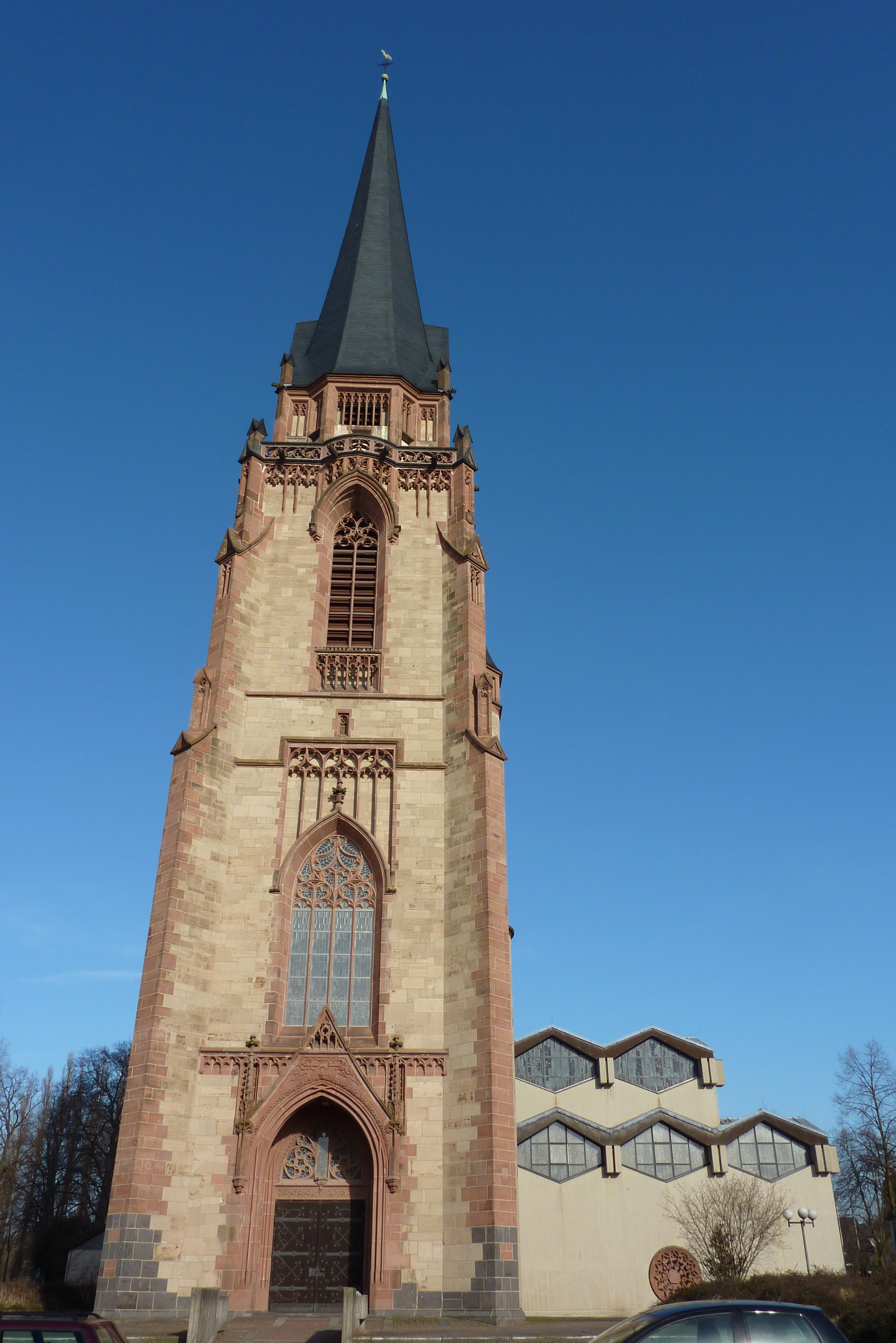
Sint-Annokerk
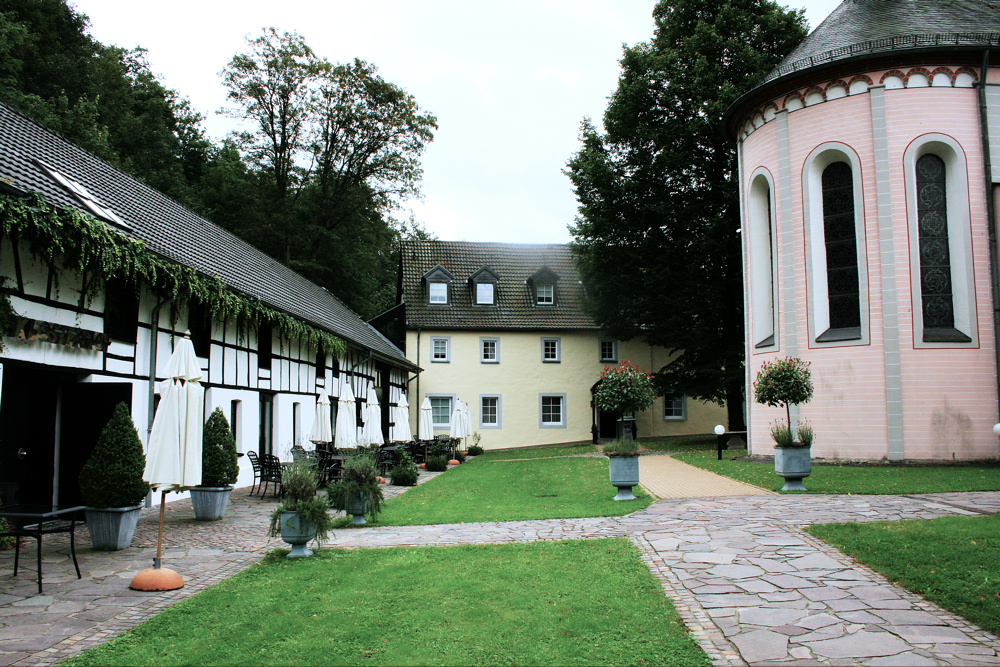
Klooster Seligenthal

### Wereldlijk erfgoed
Naast de Sint-Servatiuskerk staat het uit de 13e eeuw stammende Haus zum Winter, oorspronkelijk de pastorie, het oudste woonhuis in Siegburg. Het Stadtmuseum Siegburg aan de Markt is gevestigd in een voormalige Latijnse school, tevens het geboortehuis van de componist Engelbert Humperdinck. Het Zeughaus is een 18e-eeuws arsenaal, waarin een aan Humperdinck gewijd muziekatelier is gevestigd. De Siegburger Siegessäule is een oorlogsmonument op de Markt uit 1877.

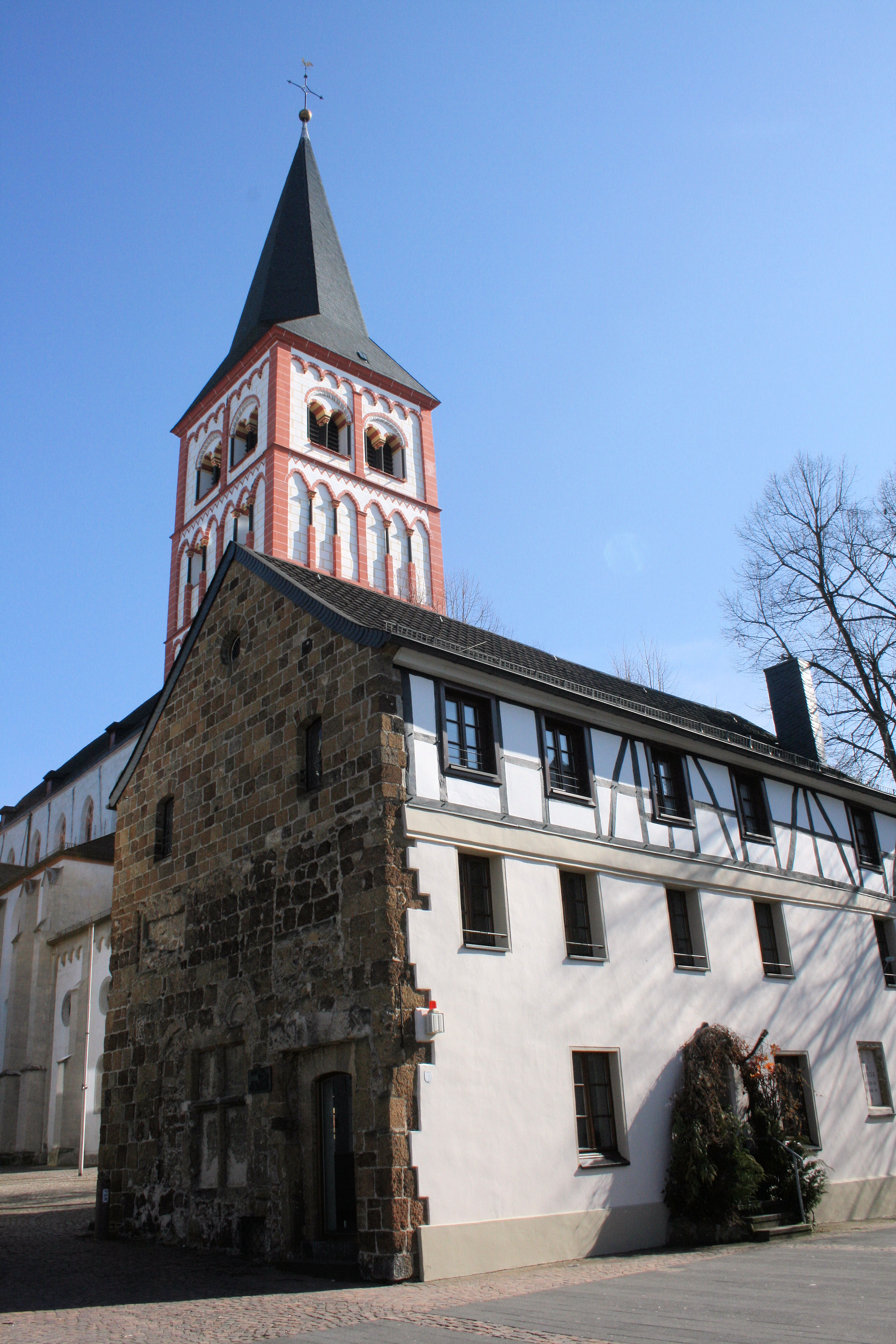
Haus zum Winter
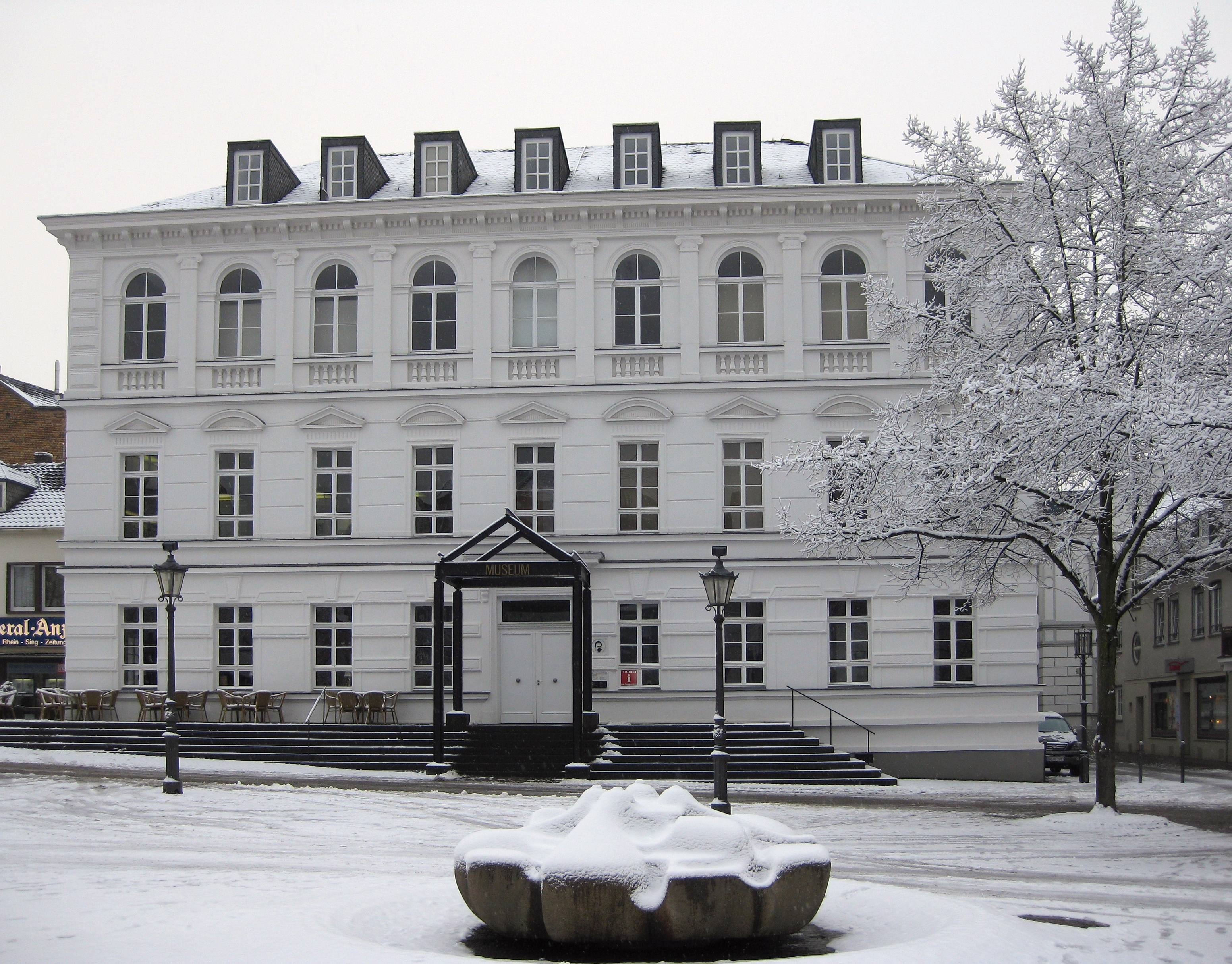
Stadtmuseum Siegburg
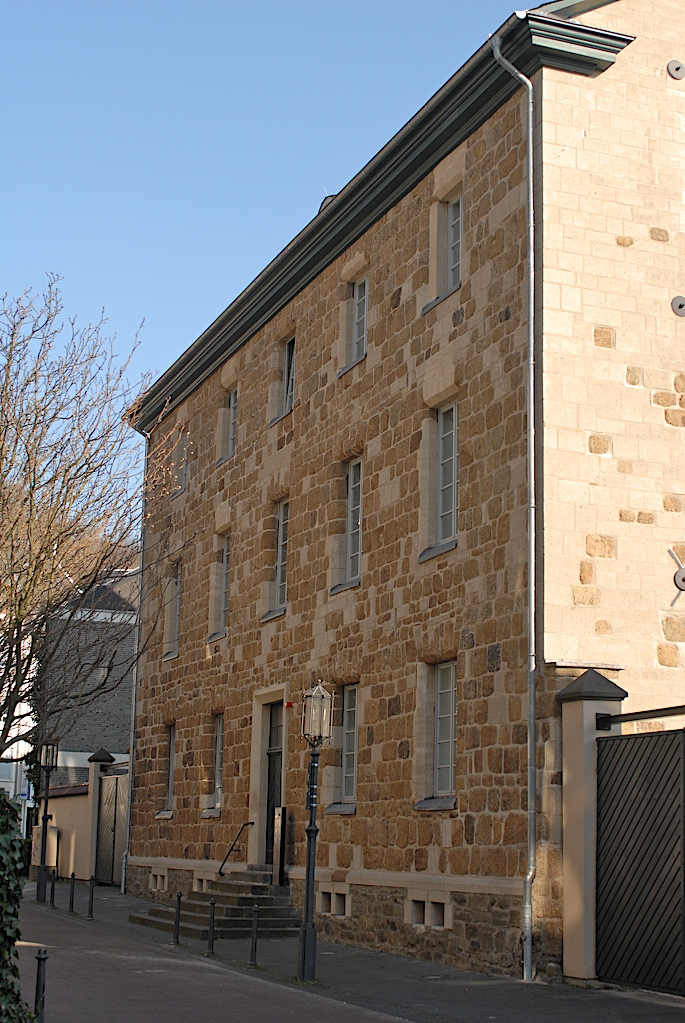
Zeughaus
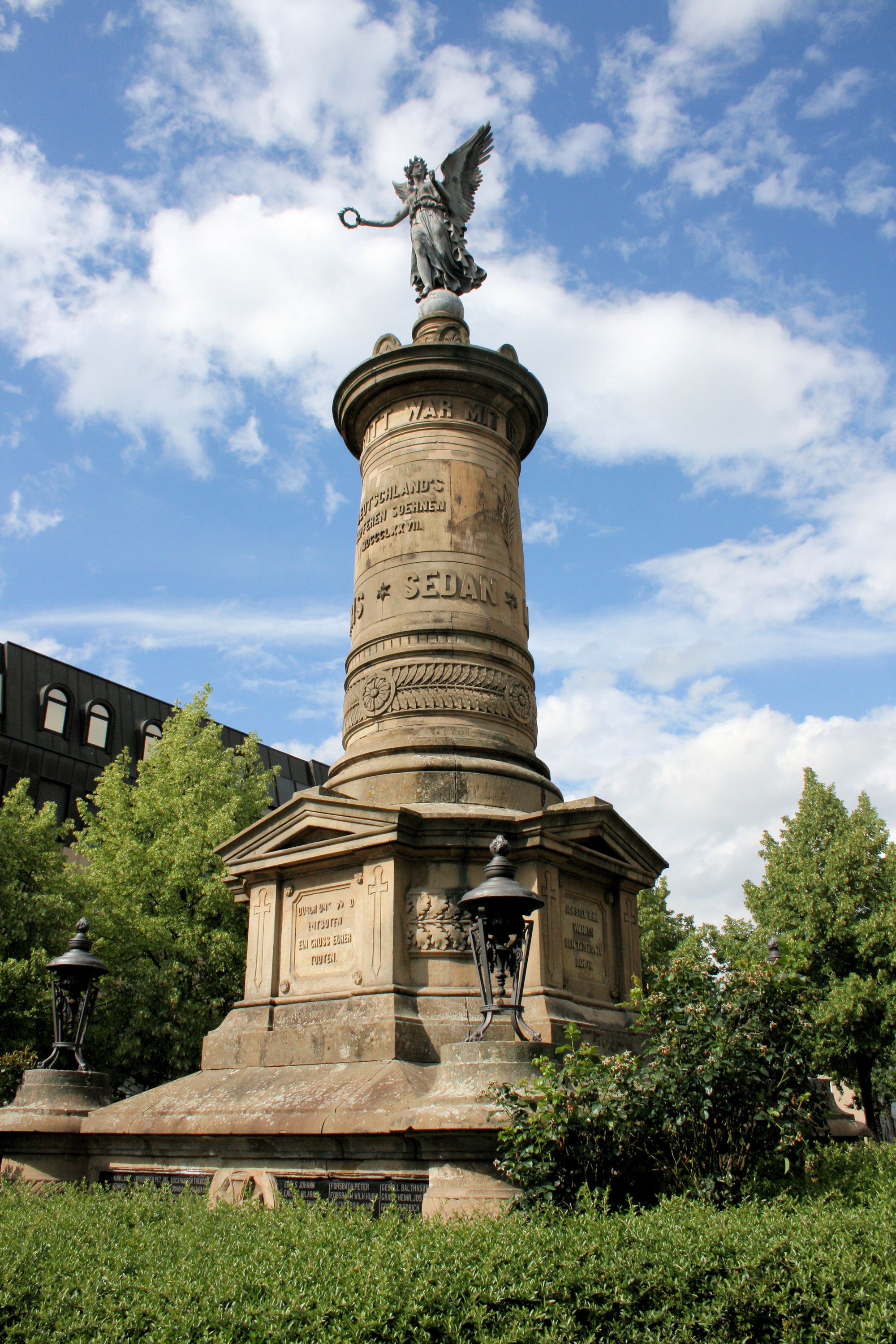
Siegessäule

## Verkeer en vervoer
Station Siegburg/Bonn is een ICE-station op de lijn tussen Keulen en Frankfurt am Main. De Siegburger Bahn, onderdeel van de Stadtbahn van Bonn, verbindt het station via Sankt Augustin en Königswinter met Bonn Hauptbahnhof (lijn 66) of Bad Godesberg (lijn 67). De stad is door middel van autosnelwegen verbonden met de grote steden Bonn, Keulen en Frankfurt am Main (BAB 3 en BAB 560).

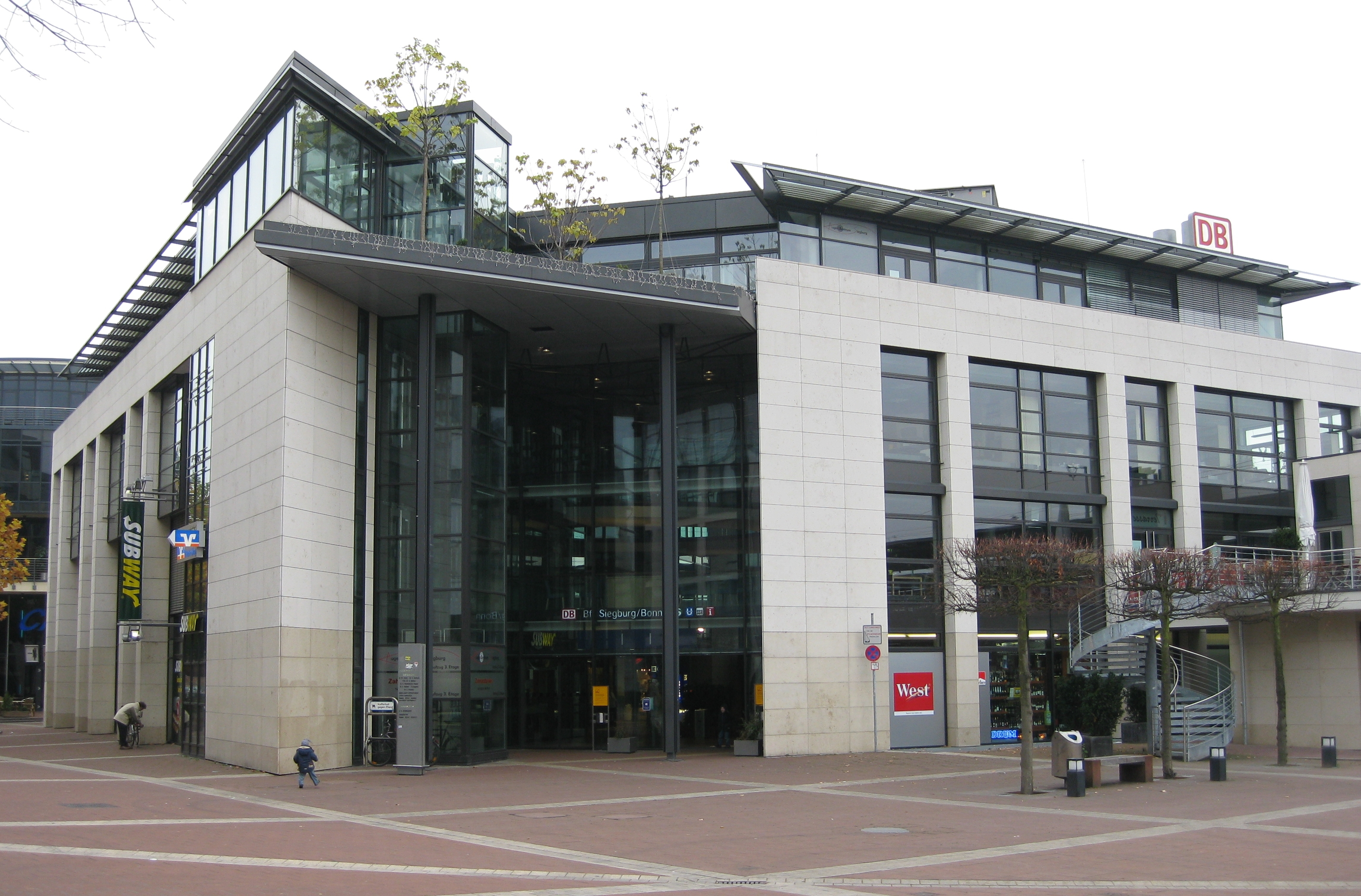
IC-Station Siegburg/Bonn
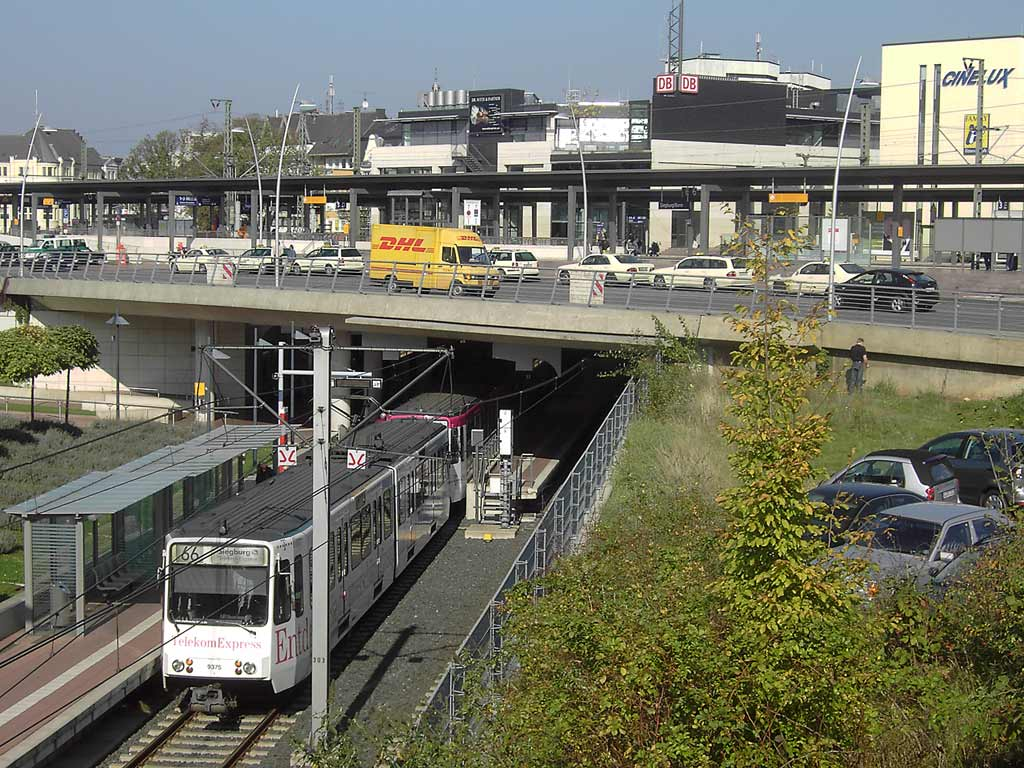
IC en S-Bahn-station
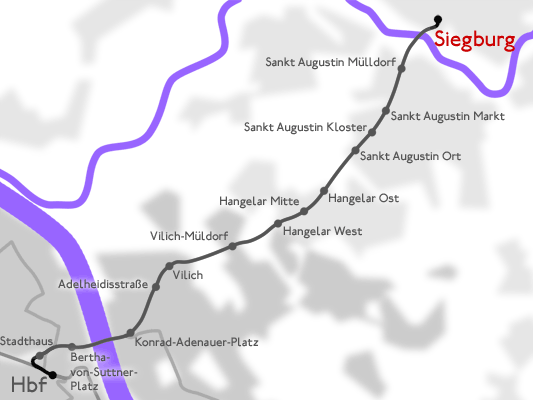
Route Siegburger Bahn vanuit Bonn
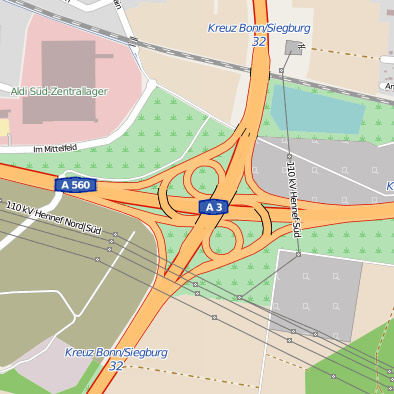
Klaverblad Bonn-Siegburg

## Sport en recreatie
De Siegburger SV 04 is een voetbalclub in de lagere voetbalreeksen. De club heeft ook een afdeling badminton. Daarnaast zijn er een groot aantal andere sportverenigingen actief.

## Geboren in Siegburg
- Anno II van Keulen (1010-1075), aartsbisschop van Keulen en heilige
- Engelbert Humperdinck (1854-1921), componist, dirigent en muziekpedagoog
- Ernst Hilbich (1931-2025), acteur
- Wolfgang Overath (1943), voormalig voetballer, president van 1. FC Köln
- Axel Bellinghausen (1983), profvoetballer
- Sarah Gries (1990), actrice

## Partnersteden
- Nogent-sur-Marne
- Guarda
- Bolesławiec
- Selcuk
- Orestiada (Griekenland)

Alfter · Bad Honnef · Bornheim · Eitorf · Hennef · Königswinter · Lohmar · Meckenheim · Much · Neunkirchen-Seelscheid · Niederkassel · Rheinbach · Ruppichteroth · Sankt Augustin · Siegburg · Swisttal · Troisdorf · Wachtberg · Windeck